# Myrmoborus myotherinus
Myrmoborus myotherinus là một loài chim trong họ Thamnophilidae.